# Prix Jabuti
Le prix Jabuti (portugais : Prêmio Jabuti) est un prix littéraire brésilien récompensant des auteurs d'expression portugaise, créé en 1958 par Edgard Cavalheiro lorsqu'il présidait la Chambre brésilienne du livre. Il s'agit de l'un des prix littéraires brésiliens les plus prestigieux.

## Liste non exhaustive des lauréats

### 1959
- Jorge Amado, roman
- Jorge Medauar, récit / roman
- Associação dos Geógrafos Brasileiros (Association des géographes brésiliens, section São Paulo), théorie littéraire (essais)
- Mário da Silva Brito, histoire littéraire
- Renato Sêneca Fleury, littérature enfantine
- Isa Silveira Leal, littérature de jeunesse
- Carlos Bastos, illustration
- Aldemir Martins, conception de couverture

### 1960
- Marques Rebelo, roman / fiction
- Dalton Trevisan, récit / roman
- Sosigenes Costa, poésie
- Paulo Cavalcanti, théorie littéraire (essais)
- Antonio Candido, histoire littéraire
- Arnaldo Magalhães de Giacomo, littérature enfantine
- Oswaldo Storni, illustration
- Eugênio Hirsch, conception de couverture

### 1961
- Maria de Lourdes Teixeira, roman / fiction
- Clarice Lispector, récit / roman
- Olímpio de Sousa Andrade, théorie littéraire (essais)
- Cassiano Ricardo, poésie
- Otto Maria Carpeaux, histoire littéraire
- Breno Silveira, traduction littéraire
- Francisco de Barros Júnior, littérature enfantine
- Frank Schaeffer, illustration
- Clóvis Graciano, conception de couverture

### 1963
- Marques Rebelo, roman / fiction
- Julieta de Godoy Ladeira, récit / roman
- Mário Chamie, poésie
- Mário Graciotti, théorie littéraire (essais)
- Jacob Penteado, biographie et mémoires
- José Aderaldo Castelo, histoire littéraire
- Jorge Mautner (en), littérature adulte (révélation)
- Cecília Meireles, traduction littéraire
- Elos Sand, littérature enfantine
- Vicente Di Grado, conception de couverture

### 1964
- Francisco Marins, roman / fiction
- João Antônio, récit / roman
- Herman Lima, poésie
- Cecília Meireles, poésie
- Otto Maria Carpeaux, histoire littéraire
- João Antônio, littérature adulte (révélation)
- Maria José Dupré, littérature enfantine
- Florestan Fernandes, sciences humaines (hors belles-lettres)
- Oswaldo Sangiorgi, sciences exactes - mathématiques
- Crodowaldo Pavan/Antônio Brito da Cunha/Maury Miranda, sciences naturelles - génétique
- Percy Lau, illustration
- Ove Osterbye, conception de couverture

### 1974
- Lygia Fagundes Telles, roman / fiction

### 1979
- Mário Donato, roman / fiction
- Sônia Coutinho, récit / roman
- Leila Coelho Frota, poésie
- Davi Arrigucci Júnior, théorie littéraire (essais)
- Cyro dos Anjos, biographie ou mémoires
- Augusto de Campos, traduction d’œuvres littéraires
- Joel Rufino dos Santos, littérature enfantine
- Adofo Crippa, sciences humaines (hors belles-lettres)
- Cláudio Luchesi, Tomaz Kowaltowski, Janos Simon, Imre Simon et Istvam Simon, sciences exactes
- Mário Guimarães Ferri, sciences naturelles
- Maurício Prates de Campos Filho, science et technologie
- Eugênio Amado, traduction de travaux scientifiques
- Alceu Amoroso Lima, personnalité littéraire de l’année

### 1994
- Bruno Tolentino, poésie

### 1999
- Carlos Nascimento Silva, Sônia Coutinho et Modesto Carone, roman / fiction
- Charles Kiefer, Rubens Figueiredo et João Inácio Padilha, récit et chronique
- Haroldo de Campos, Gerardo Mello Mourao et Salgado Maranhão, poésie
- Editora Globo, Ivo Barroso et Victor Burton, traduction
- Ricardo Azevedo et Lourenço Cazarré, littérature enfantine et de jeunesse
- Eduardo Bueno, Hilário Franco Junior et Novais/Sevcenko/Schwarcz, sciences humaines
- Alfredo K. Oyama Homma, Pedro L. B. Lisboa et Lacaz/Porto/Vaccari/Melo, sciences naturelles et médecine
- Márcia Helena Mendes Ferraz, Herch Moysés Nussenzveig et Sônia Pitta Coelho/Francisco César Polcino Milies, sciences exactes, technologie et informatique
- Paul Singer, Josué Rios et Celso Furtado, sciences économiques, gestion, sciences commerciales et droit
- Roger Mello, Demóstenes Vargas et Roberto Weigand, illustration de livres pour enfants et de jeunesse

### 2000
- Bruno Tolentino, poésie

### 2004
- Martha Medeiros
- Alexei Bueno, poésie

### 2007
- Bruno Tolentino et Ferreira Gullar, poésie
- Ivana Jinkings et Emir Sader, sciences humaines et meilleur livre

### 2010
- Lúcio Kowarick, sciences humaines
- Maria Rita Kehl, éducation, psychologie et psychanalyse

### 2011
- Ferreira Gullar, livre de fiction de l’année et poésie
- Dalton Trevisan, récit / roman
- Marina Colasanti, littérature enfantine

Note : une distinction fut attribuée à Gilberto Freyre à titre posthume.

### 2013
- Mario Cau, illustration, livre scolaire

### 2016
- Bianca Santana, illustration

### 2020
- Itamar Vieira Junior, roman littéraire